# Mirosław Struzik
Mirosław Struzik (ur. w 1956 w Żarowie) – polski rzeźbiarz.

## Życiorys
Ukończył Państwową Wyższą Szkołę Sztuk Plastycznych we Wrocławiu, studiował wzornictwo przemysłowe i rzeźbę, uzyskując w 1989 tytuł magistra sztuki w zakresie rzeźby. Projektuje i tworzy rzeźby w przestrzeni publicznej.

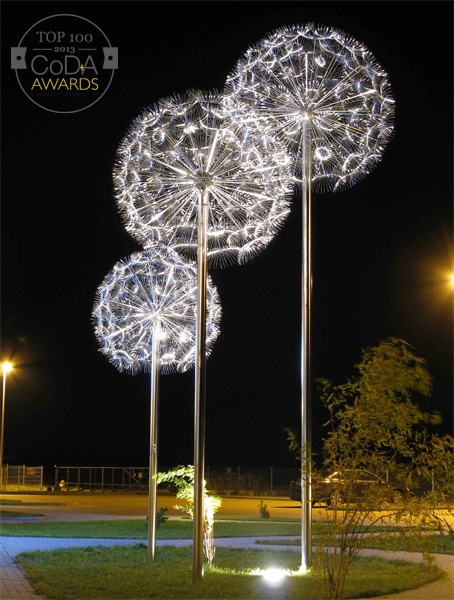
"Dmuchawce" – Błonie k. Wrocławia

## Nagrody i wyróżnienia
- 2020 – nagrodzony Platynową Nagrodą w konkursie A' Design Award and Competition[2]
- 2020 – wybrany jako jeden z „25 Creative Revolutionaries" przez CODAWorx[3]
- 2018 – wyróżnienie: Circle Foundation for the Arts
- 2013 – wyróżnienie w konkursie „Nanjing International Sports. Sculpture Competition” – The Youth Olympic Games.
- 2013 – finalista konkursu na model rzeźby “Concurso Internatcional de Escultura Urbana” "Ciudad de Murcia”, Hiszpania[4]
- 2013 – finalista konkursu na model rzeźby do 25th International Sculpture Biennale, Ube, Japonia
- 2012 – wygrał konkurs na realizację rzeźby dla George Hotel w Ballarat, Australia
- 2011 – wygrał konkurs na realizację serii rzeźb dla Futura Park w Krakowie
- 2009 – pierwsza nagroda w konkursie na realizację Pomnika Wdzięczności Ofiarom Drugiej Wojny Światowej w Opocznie[5]
- 2007 – wygrał konkurs na realizację rzeźb dla Factory Outlet w Luboniu k. Poznania
- 2006 – wygrał konkurs na realizacje rzeźb dla Factory Outlet we Wrocławiu
- 2005 – nagroda za rzeźbę współczesną Fundacji Sugarman Foundation Award", USA[1]
- 2004 – wyróżnienie w konkursie na rzeźbę św. Jadwigi, Niemcza
- 2001 – trzecia nagroda w konkursie „Sacrum – dzisiaj” Kielce
- 1990 –  Stypendium Ministra Kultury i Sztuki[1]

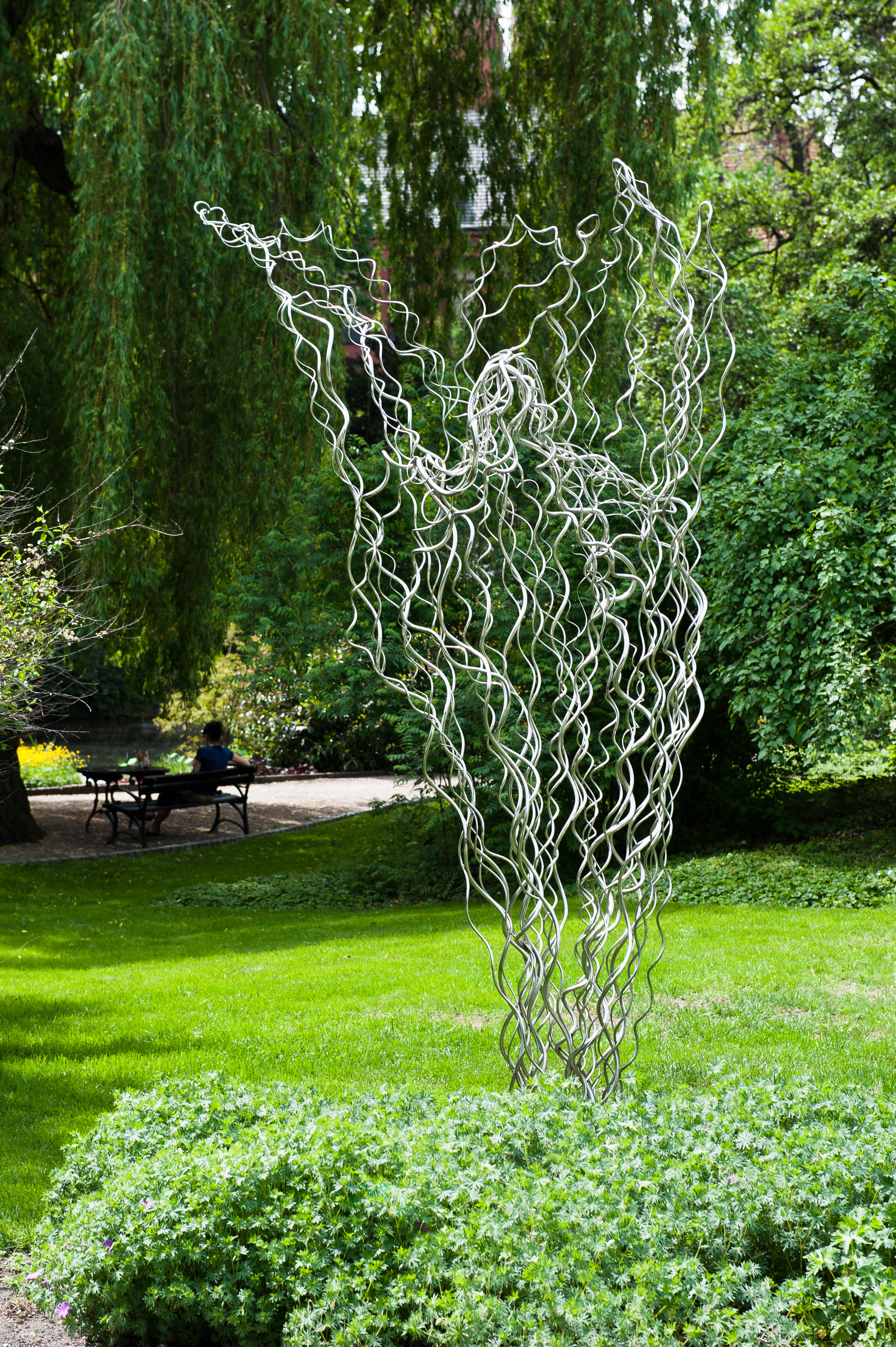
"Anioł" – Ogród Botaniczny Uniwersytetu Wrocławskiego

## Rzeźby w miejscach publicznych
- 2019	Projekt i realizacja rzeźby „Dmuchawce" dla Essex Property Trust w San Mateo, USA[6]
- 2019	Projekt i realizacja rzeźby „Bubble Forest" dla Altarea w Nicei, Francja[7]
- 2019	Projekt i realizacja rzeźby „Dmuchawce" dla Altarea w Nicei, Francja[8]
- 2019	Projekt i realizacja rzeźby „Dmuchawce" dla Inter-Bud w Krakowie[9]
- 2018	Projekt i realizacja rzeźby „Dmuchawce" Artmon w Seulu w Korei Południowej[10]
- 2017	Projekt i realizacja rzeźby „Dmuchawce" dla EMAAR, bulwar pod Burj Khalifa, Dubaj, Zjednoczone Emiraty Arabskie[11]
- 2017	Projekt i realizacja rzeźby „Spacer" dla Parku Tołpy we Wrocławiu[12]
- 2015	Projekt i realizacja rzeźby „Dmuchawce" dla Zorlu Center, Istambuł, Turcja[13]
- 2012	Projekt i realizacja rzeźby „Dmuchawce” dla Integart Poland Inc.[14]
- 2011	Projekt i realizacja trzech rzeźb dla Futura Park, Kraków[15][16][16]
- 2011	Tablica poświęcona pamięci Stanisława Lenartowicza, Wrocław
- 2010	Pomnik Wdzięczności Ofiarom II Wojny Światowej, Opoczno
- 2009	Udział w wystawie "Sculpture in context" w Narodowym Ogrodzie Botanicznym, Dublin – Irlandia
- 2008	Projekt i realizacja rzeźby dla Factory Outlet II – Wrocław
- 2007	Realizacja rzeźb "Adam i Ewa" dla Skokie Northshore Sculpture Park – Chicago, USA
- 2007	Projekt i realizacja dwóch rzeźb dla Factory Outlet – Luboń k. Poznania
- 2006	Projekt i realizacja dwóch rzeźb dla Factory Outlet – Wrocław
- 2005	Projekt i realizacja rzeźby dla portu lotniczego im. M. Kopernika – Wrocław
- 2004	Projekt i realizacja kaplicy św. Jadwigi w Caritas Archidiecezji Wrocławskiej
- 2001-2004 Projekt i realizacja rzeźb w Ogrodzie Botanicznym Uniwersytetu Wrocławskiego
- 1989	Projekt i realizacja rzeźby przed biurowcem "Centrostal" – Wrocław

## Publikacje
- 2020 – notka informacyjna na temat rzeźby „Bubble Forest" w Sculpture Magazine, wyd. maj/czerwiec 2020
- 2020 – notka o zdobyciu Platynowej Nagrody A' Design Competition and Award w Thy Magazine[17]
- 2020 – notka o zdobyciu Platynowej Nagrody A' Design Competition and Award w Creative Boom[18]
- 2020 – informacja o wyróżnieniu jako jeden z „25 Creative Revolutionaries" przez CODAworx[3]
- 2019 – wywiad z artystą w magazynie Fenomen Polska, wyd. 3-4 2019
- 2019 – publikacja dotycząca rzeźby „Bubble Forest" w magazynie CODAmagazine, The Magic of Color VI
- 2018 – wywiad z artystą dotyczący instalacji rzeźby „Dmuchawce" w Dubaju, Polska Agencja Inwestycji I Handlu S.A[19]
- 2018 – publikacja filmu dotyczącego rzeźby „Dmuchawce" w Dubaju przez CODAMAGAZINE: VIDEO III[20]
- 2018 – profil artysty w Polish Market Economic Magazine, wyd. 7/274/2018, strona 29[21]
- 2018 – publikacja dotycząca rzeźby „Dmuchawce" w magazynie CODAmagazine, Light as Art V[22]
- 2016 – publikacja dotycząca rzeźby „Dmuchawce" w Sculpture Magazine, wyd. październik 2016, strona 80
- 2015 – publikacja dotycząca rzeźby „Sen" w Memory and Dream 2015 - The Album of 6th Beijing International art Biennale, China, strona 139
- 2013 – publikacja w Hephaistos Magazine, wyd. 7/78 2013
- 2012 – publikacja w Land Art Generator Initiative (LAGI) Catalog, Freshkills Park, NYC 2012
- 2011 – publikacja dotycząca rzeźby „DNA" w 500 x art in public, Braun Publishing 2011
- 2010 – publikacja dotycząca rzeźby „DNA" World Wide Art Book 2010